# Bulbophyllum hirundinis
Bulbophyllum hirundinis là một loài phong lan thuộc chi Bulbophyllum.